# Yakakent
Yakakent ist eine Stadtgemeinde (Belediye) im gleichnamigen Ilçe (Landkreis) der Provinz Samsun an der türkischen Schwarzmeerküste und gleichzeitig eine Gemeinde der 1993 geschaffenen Büyüksehir belediyesi Samsun (Großstadtgemeinde/Metropolprovinz) in der Türkei. Seit der Gebietsreform 2013 ist die Gemeinde flächen- und einwohnermäßig identisch mit dem Landkreis. Yakakent liegt etwa 80 Kilometer nordwestlich des Zentrums der Provinzhauptstadt Samsun.
Die im Stadtlogo manifestierte Jahreszahl (1963) dürfte ein Hinweis auf das Jahr der Erhebung zu Stadtgemeinde (Belediye) sein.
Der Landkreis ist der (nord-)westlichste der Provinz, er ist der flächen- und bevölkerungsmäßig kleinste. Er grenzt im Osten an Alaçam sowie im Süden und Westen an die Provinz Sinop. Im Norden bildet das Schwarze Meer eine natürliche Grenze. Durch die Stadt verläuft die der Schwarzmeerküste folgende Fernstraße D 010. Im Ort mündet der Fluss Yakakent Çayı ins Meer, etwas weiter westlich der Kuzuören Çayı (auch Mutaflı Çayı). Der Landkreis liegt am Nordosthang des Gebirges Küre Dağları.
Der Landkreis wurde 1990 aus acht Dörfern und der Belediye Yakakent aus dem zentralen (Merkez) Bucak des Kreises Alaçam gebildet (Gesetz Nr. 3644).
(Bis) Ende 2012 bestand der Landkreis aus der Kreisstadt sowie 13 Dörfern (Köy), die während der Verwaltungsreform 2013 in Mahalle (Stadtviertel, Ortsteile) überführt wurden, die vier existierenden Mahalle der Kreisstadt blieben erhalten. Durch Herabstufung der Dörfer zu Stadtvierteln/Ortsteilen stieg deren Zahl auf 17 an. Den Mahalle steht ein Muhtar als oberster Beamter vor.
Am Ende des Jahres 2020 lebten durchschnittlich 512 Menschen in jedem dieser 17 Mahalle, aber 3.757 Einwohner im bevölkerungsreichsten (Merkez Mah.).